# David Thompson (Basketballspieler)
David O’Neil Thompson (* 13. Juli 1954 in Shelby, North Carolina) ist ein ehemaliger US-amerikanischer Basketballspieler. Zwischen 1975 und 1984 war er für die Denver Nuggets sowohl in der NBA als auch in der ABA aktiv, und anschließend für die Seattle SuperSonics in der NBA. Aufgrund seiner Sprungkraft wurde er auch „Skywalker“ genannt. 1996 wurde Thompson in die Naismith Memorial Basketball Hall of Fame aufgenommen.

## Frühe Jahre und College
Thompson wuchs im ländlichen North Carolina auf. Er lebte mit seinen Eltern und seinen zehn Geschwistern etwa 40 Meilen von Charlotte entfernt. Sein Vater war Priester, und beide Eltern putzten Gebäude, um Geld zu verdienen. Thompsons Leidenschaft war Basketball, und er etablierte sich bald als einer der besten Jugendspieler in den Vereinigten Staaten.

Er galt bei seinem Eintritt in die College-Liga NCAA im Jahre 1971 beim Basketball-Team der North Carolina State University als großes Talent. Er war für seine Sprungkraft berühmt und konnte unter anderem eine Münze von der Oberkante des Korbbrettes herunterpflücken.

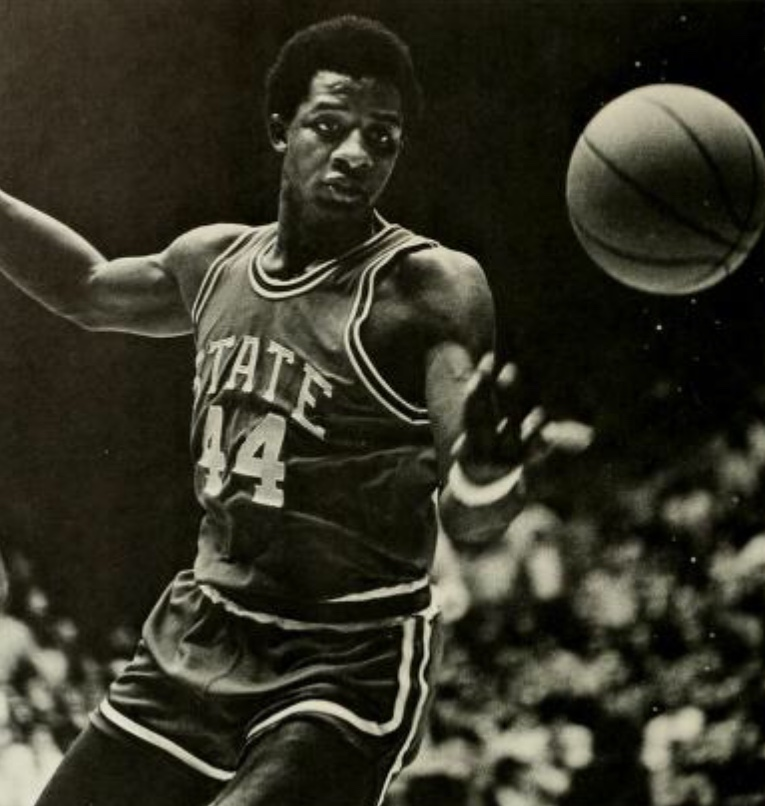
Thompson als College-Spieler

 Da damals der Slam Dunk in den College-Ligen verboten war, spezialisierte er sich stattdessen auf Alley oops, in dem er in Kempa-Trick-Manier hohe Anspiele weit über dem Korb fing und kontrolliert durch die Reuse fallen ließ.
Nachdem Thompson sein Team als Sophomore ohne Niederlage durch die reguläre Saison geführt hatte, errang das „Wolfpack“-Team von North Carolina im Jahr darauf überraschend die NCAA Division I Basketball Championship. Mit Thompson gewann das Wolfpack im Halbfinale gegen das hochfavorisierte Team von UCLA (sieben Titel in Folge) mit Hall of Famer Bill Walton in der zweiten Verlängerung, wobei Thompson den entscheidenden Korb erzielte. 
Obwohl die Titelverteidigung in seinem letzten College-Jahr misslang, konnte Thompson auf eine eindrucksvolle College-Karriere zurückblicken, in der drei mal ins All-American-Team berufen wurde, sowie zwei Auszeichnungen als bester College-Spieler des Jahres und den NCAA-Titel samt MVP-Award holte.

## Profikarriere

### ABA
Im Sommer 1975 sorgte Thompson für ein Novum, da er sowohl in der NBA als auch beim damaligen Konkurrenzliga ABA an erster Stelle ausgewählt wurde. Er landete schließlich bei den Denver Nuggets der ABA und gewann auf Anhieb den Rookie of the Year- und den All-Star-Game MVP-Titel. Mit den Nuggets erreichte Thompson das letzte ABA-Finale 1976, wo er an den New York Nets um Superstar Julius Erving scheiterte.

### NBA
Die Nuggets waren eins von vier Teams, welches bei der Fusion der ABA mit der NBA im Jahre 1976 in die NBA übernommen wurden. Thompson war auch in der NBA mit 25,9 Punkten im Saisonschnitt erfolgreich. Bei der All-Star Wahl erhielt Thompson, der unter anderem bei einem Dunk über seinen alten Konkurrenten Bill Walton das Backboard zertrümmerte, die meisten Stimmen. Mit dem Erscheinen des ersten Star-Wars-Films bekam Thompson, der bei seinen Dunkings förmlich „durch die Luft schreiten konnte“, in Anlehnung an den Jedi-Ritter Luke, den Spitznamen „Skywalker“ verpasst.
In die Ligageschichte ging 1978 das Scoring-Rennen zwischen Thompson und George Gervin von den San Antonio Spurs ein. Gervin lag vor dem letzten Spiel mit dem Bruchteil eines Zählers vor dem Punkte-Schnitt Thompsons. Sowohl die Nuggets als auch die Spurs ließen ihre Topscorer werfen, was das Zeug hielt, und Thompson erzielte gegen die Detroit Pistons 73 Punkte (53 in der ersten Halbzeit). Allerdings erzielte Gervin seinerseits 63 Punkte und gewann hauchdünn (27,22 Punkte pro Spiel gegen 27,15) den Scorer-Titel.
Die Nuggets handelten für Thompson daraufhin einen Fünfjahresvertrag über 4 Mio. US-Dollar aus, was Thompson zum bestbezahlten Spieler der NBA machte. Allerdings begann er von diesem Punkt an eher Schlagzeilen neben dem Sport zu machen. Drogenmissbrauch und Verletzungen rüttelten an seiner Basketballkarriere. Zwar konnte er auf dem Spielfeld das hohe Niveau halten (22 Punkte pro Spiel), jedoch wurde er immer undisziplinierter und verpasste Trainingseinheiten sowie Mannschaftssitzungen. 1979 konnte er noch den MVP-Award des All-Star-Games gewinnen, womit er der einzige Spieler wurde, der je den NBA All-Star Game Most Valuable Player Award in der NBA und der ABA gewinnen konnte. 
In den folgenden Jahren verschlechterte sich Thompson kontinuierlich. Nachdem er 1981 nur noch 15 Punkte pro Spiel machte, besuchte er eine Entzugsklinik. Nach einem Wechsel zu den Seattle SuperSonics spielte er dort zwei Saisons mit nur noch durchschnittlich 12 Punkten pro Spiel. Bei einem Partygang im berüchtigten Studio 54 in New York stürzte er eine Treppe hinunter und zertrümmerte sich das Knie, was sein Karriereende bedeutete.
Thompson wurde 1996 in die Naismith Memorial Basketball Hall of Fame und 1997 in das „ABA All-Time Team“ aufgenommen.

## Statistiken
| Saison  | Team                 | Punkte/Sp | Rebounds/Sp | Assists/Sp | Steals/Sp | Blocks/Sp | FW %  |
| ------- | -------------------- | --------- | ----------- | ---------- | --------- | --------- | ----- |
| 1975–76 | Denver Nuggets (ABA) | 26.0      | 6.3         | 3.7        | 1.6       | 1.2       | . 515 |
| 1976–77 | Denver Nuggets       | 25.9      | 4.1         | 4.1        | 1.4       | 0.6       | . 507 |
| 1977–78 | Denver Nuggets       | 27.2      | 4.9         | 4.5        | 1.2       | 1.2       | . 521 |
| 1978–79 | Denver Nuggets       | 24.0      | 3.6         | 3.0        | 0.9       | 1.1       | . 512 |
| 1979–80 | Denver Nuggets       | 21.5      | 4.5         | 3.2        | 1.0       | 1.0       | . 468 |
| 1980–81 | Denver Nuggets       | 25.5      | 3.7         | 3.0        | 0.7       | 0.8       | . 506 |
| 1981–82 | Denver Nuggets       | 14.9      | 2.4         | 1.9        | 0.6       | 0.5       | . 486 |
| 1982–83 | Seattle SuperSonics  | 15.9      | 3.6         | 3.0        | 0.6       | 0.4       | . 481 |
| 1983–84 | Seattle SuperSonics  | 12.6      | 2.3         | 0.7        | 0.5       | 0.7       | . 539 |